# ريوتارو ناكامورا
ريوتارو ناكامورا (باليابانية: 中村 亮太朗) (مواليد 27 سبتمبر 1997) هو لاعب كرة قدم ياباني.

## وصلات خارجية
- ريوتارو ناكامورا على موقع رابطة كرة القدم اليابانية للمحترفين (اليابانية)
- ريوتارو ناكامورا على موقع قاعدة بيانات كرة القدم.إي يو (الإنجليزية)
- ريوتارو ناكامورا على موقع Soccerway.com (الإنجليزية)
- ريوتارو ناكامورا على موقع عالم كرة القدم.نت (الإنجليزية)